# The Keeper of the Light (film 1914)
The Keeper of the Light è un cortometraggio muto del 1914 diretto da Arthur Ellery. Fu l'ultimo dei tre film girati insieme da Ellery e da Muriel Ostriche.
È l'unica volta che il nome di Charles van Houten appare in un film come direttore della fotografia.

## Produzione
Il film fu prodotto dalla Thanhouser Film Corporation (con il nome Princess). Venne girato a City Island, nel Bronx.

## Distribuzione
Distribuito dalla Mutual Film, uscì nelle sale cinematografiche USA il 28 agosto 1914.